# Llista d'asteroides/162201-162300
| Nom      | Designació provisional | Data de descobriment   | Lloc de descobriment | Descobridor/s |
| -------- | ---------------------- | ---------------------- | -------------------- | ------------- |
| 162201 - | 1999 RK117             | 9 de setembre de 1999  | Socorro              | LINEAR        |
| 162202 - | 1999 RB156             | 9 de setembre de 1999  | Socorro              | LINEAR        |
| 162203 - | 1999 RV158             | 9 de setembre de 1999  | Socorro              | LINEAR        |
| 162204 - | 1999 RJ160             | 9 de setembre de 1999  | Socorro              | LINEAR        |
| 162205 - | 1999 RH165             | 9 de setembre de 1999  | Socorro              | LINEAR        |
| 162206 - | 1999 RN165             | 9 de setembre de 1999  | Socorro              | LINEAR        |
| 162207 - | 1999 RK200             | 8 de setembre de 1999  | Socorro              | LINEAR        |
| 162208 - | 1999 RB258             | 6 de setembre de 1999  | Anderson Mesa        | LONEOS        |
| 162209 - | 1999 SD3               | 24 de setembre de 1999 | Socorro              | LINEAR        |
| 162210 - | 1999 SM5               | 28 de setembre de 1999 | Socorro              | LINEAR        |
| 162211 - | 1999 SE18              | 30 de setembre de 1999 | Socorro              | LINEAR        |
| 162212 - | 1999 SP25              | 30 de setembre de 1999 | Catalina             | CSS           |
| 162213 - | 1999 TL3               | 4 d'octubre de 1999    | Prescott             | P. G. Comba   |
| 162214 - | 1999 TC10              | 8 d'octubre de 1999    | Catalina             | CSS           |
| 162215 - | 1999 TL12              | 10 d'octubre de 1999   | Socorro              | LINEAR        |
| 162216 - | 1999 TD13              | 10 d'octubre de 1999   | Oizumi               | T. Kobayashi  |
| 162217 - | 1999 TC34              | 4 d'octubre de 1999    | Socorro              | LINEAR        |
| 162218 - | 1999 TW54              | 6 d'octubre de 1999    | Kitt Peak            | Spacewatch    |
| 162219 - | 1999 TS63              | 7 d'octubre de 1999    | Kitt Peak            | Spacewatch    |
| 162220 - | 1999 TL79              | 11 d'octubre de 1999   | Kitt Peak            | Spacewatch    |
| 162221 - | 1999 TM87              | 15 d'octubre de 1999   | Kitt Peak            | Spacewatch    |
| 162222 - | 1999 TS102             | 2 d'octubre de 1999    | Socorro              | LINEAR        |
| 162223 - | 1999 TR119             | 4 d'octubre de 1999    | Socorro              | LINEAR        |
| 162224 - | 1999 TD120             | 4 d'octubre de 1999    | Socorro              | LINEAR        |
| 162225 - | 1999 TX121             | 4 d'octubre de 1999    | Socorro              | LINEAR        |
| 162226 - | 1999 TR127             | 4 d'octubre de 1999    | Socorro              | LINEAR        |
| 162227 - | 1999 TS127             | 4 d'octubre de 1999    | Socorro              | LINEAR        |
| 162228 - | 1999 TS132             | 6 d'octubre de 1999    | Socorro              | LINEAR        |
| 162229 - | 1999 TJ143             | 7 d'octubre de 1999    | Socorro              | LINEAR        |
| 162230 - | 1999 TS148             | 7 d'octubre de 1999    | Socorro              | LINEAR        |
| 162231 - | 1999 TP149             | 15 d'octubre de 1999   | Socorro              | LINEAR        |
| 162232 - | 1999 TC154             | 7 d'octubre de 1999    | Socorro              | LINEAR        |
| 162233 - | 1999 TL173             | 10 d'octubre de 1999   | Socorro              | LINEAR        |
| 162234 - | 1999 TQ185             | 12 d'octubre de 1999   | Socorro              | LINEAR        |
| 162235 - | 1999 TR185             | 12 d'octubre de 1999   | Socorro              | LINEAR        |
| 162236 - | 1999 TE192             | 12 d'octubre de 1999   | Socorro              | LINEAR        |
| 162237 - | 1999 TF196             | 12 d'octubre de 1999   | Socorro              | LINEAR        |
| 162238 - | 1999 TP198             | 12 d'octubre de 1999   | Socorro              | LINEAR        |
| 162239 - | 1999 TU198             | 12 d'octubre de 1999   | Socorro              | LINEAR        |
| 162240 - | 1999 TU208             | 14 d'octubre de 1999   | Socorro              | LINEAR        |
| 162241 - | 1999 TZ217             | 15 d'octubre de 1999   | Socorro              | LINEAR        |
| 162242 - | 1999 TC219             | 1 d'octubre de 1999    | Catalina             | CSS           |
| 162243 - | 1999 TS228             | 2 d'octubre de 1999    | Anderson Mesa        | LONEOS        |
| 162244 - | 1999 TD236             | 3 d'octubre de 1999    | Catalina             | CSS           |
| 162245 - | 1999 TT241             | 4 d'octubre de 1999    | Catalina             | CSS           |
| 162246 - | 1999 TO248             | 8 d'octubre de 1999    | Catalina             | CSS           |
| 162247 - | 1999 TJ253             | 9 d'octubre de 1999    | Socorro              | LINEAR        |
| 162248 - | 1999 TW267             | 3 d'octubre de 1999    | Socorro              | LINEAR        |
| 162249 - | 1999 TX277             | 6 d'octubre de 1999    | Socorro              | LINEAR        |
| 162250 - | 1999 TK288             | 10 d'octubre de 1999   | Socorro              | LINEAR        |
| 162251 - | 1999 TM289             | 10 d'octubre de 1999   | Socorro              | LINEAR        |
| 162252 - | 1999 TJ290             | 10 d'octubre de 1999   | Socorro              | LINEAR        |
| 162253 - | 1999 TQ297             | 2 d'octubre de 1999    | Kitt Peak            | Spacewatch    |
| 162254 - | 1999 TC313             | 9 d'octubre de 1999    | Socorro              | LINEAR        |
| 162255 - | 1999 TU313             | 9 d'octubre de 1999    | Socorro              | LINEAR        |
| 162256 - | 1999 TR314             | 7 d'octubre de 1999    | Socorro              | LINEAR        |
| 162257 - | 1999 TS314             | 7 d'octubre de 1999    | Socorro              | LINEAR        |
| 162258 - | 1999 TY322             | 2 d'octubre de 1999    | Socorro              | LINEAR        |
| 162259 - | 1999 UV9               | 31 d'octubre de 1999   | Socorro              | LINEAR        |
| 162260 - | 1999 UB10              | 31 d'octubre de 1999   | Socorro              | LINEAR        |
| 162261 - | 1999 UE17              | 30 d'octubre de 1999   | Catalina             | CSS           |
| 162262 - | 1999 UZ20              | 31 d'octubre de 1999   | Kitt Peak            | Spacewatch    |
| 162263 - | 1999 UB25              | 28 d'octubre de 1999   | Catalina             | CSS           |
| 162264 - | 1999 UN38              | 29 d'octubre de 1999   | Anderson Mesa        | LONEOS        |
| 162265 - | 1999 UD39              | 29 d'octubre de 1999   | Anderson Mesa        | LONEOS        |
| 162266 - | 1999 UR45              | 31 d'octubre de 1999   | Catalina             | CSS           |
| 162267 - | 1999 UC47              | 29 d'octubre de 1999   | Anderson Mesa        | LONEOS        |
| 162268 - | 1999 UL51              | 31 d'octubre de 1999   | Catalina             | CSS           |
| 162269 - | 1999 VO6               | 5 de novembre de 1999  | Socorro              | LINEAR        |
| 162270 - | 1999 VU7               | 7 de novembre de 1999  | Višnjan Observatory  | K. Korlević   |
| 162271 - | 1999 VC8               | 8 de novembre de 1999  | Višnjan Observatory  | K. Korlević   |
| 162272 - | 1999 VQ9               | 9 de novembre de 1999  | Višnjan Observatory  | K. Korlević   |
| 162273 - | 1999 VL12              | 9 de novembre de 1999  | Socorro              | LINEAR        |
| 162274 - | 1999 VO19              | 10 de novembre de 1999 | Višnjan Observatory  | K. Korlević   |
| 162275 - | 1999 VM21              | 12 de novembre de 1999 | Višnjan Observatory  | K. Korlević   |
| 162276 - | 1999 VC33              | 3 de novembre de 1999  | Socorro              | LINEAR        |
| 162277 - | 1999 VY44              | 4 de novembre de 1999  | Catalina             | CSS           |
| 162278 - | 1999 VU49              | 3 de novembre de 1999  | Socorro              | LINEAR        |
| 162279 - | 1999 VS57              | 4 de novembre de 1999  | Socorro              | LINEAR        |
| 162280 - | 1999 VN59              | 4 de novembre de 1999  | Socorro              | LINEAR        |
| 162281 - | 1999 VF62              | 4 de novembre de 1999  | Socorro              | LINEAR        |
| 162282 - | 1999 VS69              | 4 de novembre de 1999  | Socorro              | LINEAR        |
| 162283 - | 1999 VJ73              | 1 de novembre de 1999  | Kitt Peak            | Spacewatch    |
| 162284 - | 1999 VU77              | 3 de novembre de 1999  | Socorro              | LINEAR        |
| 162285 - | 1999 VT81              | 5 de novembre de 1999  | Socorro              | LINEAR        |
| 162286 - | 1999 VB102             | 9 de novembre de 1999  | Socorro              | LINEAR        |
| 162287 - | 1999 VN107             | 9 de novembre de 1999  | Socorro              | LINEAR        |
| 162288 - | 1999 VW123             | 5 de novembre de 1999  | Kitt Peak            | Spacewatch    |
| 162289 - | 1999 VJ124             | 6 de novembre de 1999  | Kitt Peak            | Spacewatch    |
| 162290 - | 1999 VG129             | 11 de novembre de 1999 | Kitt Peak            | Spacewatch    |
| 162291 - | 1999 VP137             | 12 de novembre de 1999 | Socorro              | LINEAR        |
| 162292 - | 1999 VO142             | 10 de novembre de 1999 | Kitt Peak            | Spacewatch    |
| 162293 - | 1999 VY142             | 13 de novembre de 1999 | Kitt Peak            | Spacewatch    |
| 162294 - | 1999 VQ148             | 14 de novembre de 1999 | Socorro              | LINEAR        |
| 162295 - | 1999 VW149             | 14 de novembre de 1999 | Socorro              | LINEAR        |
| 162296 - | 1999 VD151             | 14 de novembre de 1999 | Socorro              | LINEAR        |
| 162297 - | 1999 VU167             | 14 de novembre de 1999 | Socorro              | LINEAR        |
| 162298 - | 1999 VZ174             | 4 de novembre de 1999  | Kitt Peak            | Spacewatch    |
| 162299 - | 1999 VW180             | 7 de novembre de 1999  | Socorro              | LINEAR        |
| 162300 - | 1999 VY180             | 7 de novembre de 1999  | Socorro              | LINEAR        |